# شهر جدید لتیان
 شهر جدید لتیان در شرق تهران به شعاع چند ده کیلومتری از شهرهای تهران، جاجرود، پردیس، بومهن، رودهن و دماوند امکان سکونت میلیونی و رفت آمد روزانه بین این شهرها و مرکز را ایجاد کرده‌است. ایجاد شهرها و شهرک‌های اقماری جدید با جمعیت محدود و گنجایش از پیش تایین شده به مانند پردیس واقع در شرق تهران یا شهرهایی از این قبیل نوید از آینده‌ای بهتر برای همگان داشت. ایجاد شهرهایی با اصول شهرسازی، امکانات خرید، درمانی، رفاهی و ترافیکی به همراه رعایت اصول شهرسازی اولیه آنهم پیش از ساخت شهر؛ نوید از آینده‌ای امیدوارکننده برای این شهرها و شهر تهران می‌دهد.
در ادامه این روند شهر سازی به زودگی شاهد ساخت شهرجدید لتیان در ده کیلومتری شمال شرق تهران با جمعیت حدود بیست و شش هزار نفر یکی از ۲۷ شهر جدیدی است که در راستای برنامه‌های جدید وزارت مسکن و شهرسازی بنا خواهد شد.

## شهر جدید لتیان در استان تهران
لتیان شهر جدیدی است که در استان تهران ایجاد شده‌است. این مطلب را مهدی ذکرالحسینی، معاون وزیر مسکن و شهرسازی، در سایت این وزارتخانه اعلام کرده‌است.
لتیان از جمله ۲۷ شهر جدیدی است که در دست احداث‌اند. «لتیان» در ۱۰ کیلومتری شمال شرق تهران قرار دارد که بناست جمعیتی معادل ۲۶ هزار نفر را در خود جای دهد. مساحت این شهر جدید ۱۱۰۰ هکتار خواهد بود.
وزارت مسکن و شهرسازی اعلام کرده‌است که در نظر دارد این شهر را به یکی از مراکز اداری کلانشهر تهران تبدیل کند. از دیگر اهداف ایجاد این شهر، احداث و تأسیس مراکز رفاهی توریستی برای جلب ساکنین کلانشهر تهران ذکر شده‌است.